# Eliesse Ben Seghir
Eliesse Ben Seghir (* 16. Februar 2005 in Gassin) ist ein marokkanisch-französischer Fußballspieler, der aktuell bei der AS Monaco in der Ligue 1 spielt und marokkanischer A-Nationalspieler ist.

## Karriere

### Verein
Seghir begann seine fußballerische Laufbahn beim SC Cogolinois, wo er von 2010 bis 2016 spielte, ehe er für zwei Jahre zu Étoile Fréjus-Saint-Raphaël wechselte. Danach kehrte er zu Cogolinois zurück. Im Sommer 2020 wurde er schließlich von der Jugendakademie der AS Monaco gesichtet und verpflichtet. Nach einem Einsatz in der Coupe Gambardella 2022 unterschrieb er Anfang August seinen ersten Profivertrag bei der AS Monaco. Nach sämtlichen Einsätzen bei den Junioren wurde er besonders nach der Unterschrift intensiv mit dem französischen Nationalspieler Kylian Mbappé verglichen. Sein Debüt in der Profimannschaft konnte er beim letzten Gruppenspieltag der Europa-League-Saison 2022/23 nach später Einwechslung gegen Roter Stern Belgrad feiern. Bei seinem Ligue-1-Debüt verhalf er seinem Team durch seine ersten beiden Tore im Profisport zum 3:2-Auswärtssieg und wurde zum jüngsten Doppelpacker der Ligue-1-Geschichte. In der gesamten Saison 2022/23 schoss er vier Tore in 19 Ligaspielen und kam dreimal in der Europa League zum Zug, wobei er zwei Tore vorlegte. Ende Januar 2024 verlängerte er seinen Vertrag bis Juni 2027.

### Nationalmannschaft
Seghir ist seit Oktober 2021 französischer Juniorennationalspieler und spielte nach zwei Einsätzen im U17-Team für die U18-Mannschaft und den U19-Kader insgesamt 14 Mal und schoss sechs Tore.
Anfang des Jahres 2024 entschied sich Ben Seghir künftig für die marokkanische Nationalmannschaft aufzulaufen. Am 22. März 2024 debütierte er in einem Freundschaftsspiel gegen Angola bei einem 1:0-Sieg in der Startelf.

## Familie
Seghir ist als geborener Franzose marokkanischer Abstammung durch beide seiner Eltern. Sein älterer Bruder Salim ist ebenfalls Fußballspieler und spielt aktuell bei Neuchâtel Xamax.

## Erfolge und Rekorde
Persönlich
- Jüngster Doppelpacker der Ligue 1